# 紀元前606年
紀元前606年（きげんぜん606ねん）は、西暦（ローマ暦）による年。紀元前1世紀の共和政ローマ末期以降の古代ローマにおいては、ローマ建国紀元148年として知られていた。紀年法として西暦（キリスト紀元）がヨーロッパで広く普及した中世時代初期以降、この年は紀元前606年と表記されるのが一般的となった。

## 他の紀年法
- 干支 : 乙卯
- 日本
  - 皇紀55年
  - 神武天皇55年
- 中国
  - 周 - 定王元年
  - 魯 - 宣公3年
  - 斉 - 恵公3年
  - 晋 - 成公元年
  - 秦 - 共公3年
  - 楚 - 荘王8年
  - 宋 - 文公5年
  - 衛 - 成公29年
  - 陳 - 霊公8年
  - 蔡 - 文侯6年
  - 曹 - 文公12年
  - 鄭 - 穆公22年
  - 燕 - 桓公12年
- 朝鮮
  - 檀紀1728年
- ユダヤ暦 : 3155年 - 3156年

## できごと

### 中国
- 楚の荘王が陸渾の戎を攻めて洛水に達し、周の九鼎の軽重を問うた。
- 楚軍が鄭に侵攻した。
- 赤狄が斉に侵攻した。
- 宋軍が曹を包囲した。

## 死去
- 鄭の穆公